# أكوجي: ذا هارتليس
أكوجي: ذا هارتليس (بالإنجليزية: Akuji the Heartless)‏ ، هي لعبة فيديو إلكترونية من نوع أكشن مغامرات، صدرت في السوق الأمريكية سنة 1998م، وفي سنة 1999م صدرت في الأسواق الأوروبية، وتعمل حصراً لنظام بلاي ستيشن.